# جوش هاولي
جوش هاولي (بالإنجليزية: Josh Hawley)‏ هو محامي وسياسي أمريكي، ولد في 31 ديسمبر 1979 في لكسينغتون في الولايات المتحدة. حزبياً، نشط في الحزب الجمهوري. وقد انتخب عضو مجلس الشيوخ الأمريكي عن دائرة ميزوري (3 يناير 2019 – ).

## وصلات خارجية
- الموقع الرسمي